# Chamaeclea
Chamaeclea is een geslacht van vlinders van de familie uilen (Noctuidae), uit de onderfamilie Hadeninae.

## Soorten
- C. basiochrea Barnes & McDunnough, 1916
- C. mapensa Dyar, 1919
- C. pernana Grote, 1881